# Atletica leggera ai Giochi della X Olimpiade - 200 metri piani

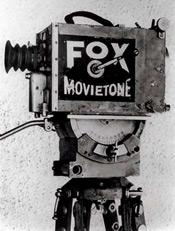
Video della Finale (prima ci sono i 110 ostacoli, poi i 200 metri)

## L'eccellenza mondiale
| Primatisti mondiali         | 21”1 | Eddie Tolan 1929 Christiaan Berger 1930 | Presente |
| Primatista mondiale stag.le | 21”2 | Arthur Jonath                           | Presente |
| Vincitore selezioni USA     | 21”5 | Ralph Metcalfe                          | Presente |

1. ↑  Non omologabili come primati del mondo.
2. ↑  Si sono disputate sulla distanza olimpica, cioè i 200 metri in curva.

I tre atleti selezionati negli Stati Uniti sono gli stessi dei 100 metri: Ralph Metcalfe (21"5), Eddie Tolan (21"7e) e George Simpson (21"7e).

## La gara
Nei turni eliminatori il record olimpico viene migliorato più volte: Ralph Metcalfe lo porta a 21"5, eguagliato da William Walters e poi da Edward Tolan. L'argentino Carlos Bianchi Lutti fa ancora meglio con 21"4, imitato dal tedesco Arthur Jonath.

La finale è viziata da un grave errore organizzativo. I giudici, non avvezzi alle distanze metriche, commettono un grossolano errore nel segnare sulla pista le linee di partenza.  Ne fa le spese uno dei favoriti, Ralph Metcalfe, che parte indietro di circa un metro e mezzo.

## Risultati

### Turni eliminatori
| 7 Batterie         | 2 agosto | 25 partenti    | Si qualificano i primi 3. |
| 4 Quarti di finale | 2 agosto | 20 concorrenti | Si qualificano i primi 3. |
| 2 Semifinali       | 3 agosto | 6 + 6          | Si qualificano i primi 3. |
| Finale             | 3 agosto | 6 concorrenti  |                           |

### Batterie
| Pos. | Concorrente        | Nazione       | Tempo |
| ---- | ------------------ | ------------- | ----- |
| 1    | Erich Borchmeyer   | Germania      | 22"1  |
| 2    | Takayoshi Yoshioka | Giappone      | 22"3  |
| 3    | Stanley Engelhart  | Gran Bretagna |       |

| Pos. | Concorrente     | Nazione       | Tempo Ufficiale | Tempo Elettrico |
| ---- | --------------- | ------------- | --------------- | --------------- |
| 1    | Willie Walters  | Sudafrica     | 21"9            | 21"83           |
| 2    | Eddie Tolan     | Stati Uniti   | 22"0            |                 |
| 3    | Stanley Fuller  | Gran Bretagna | 22"4            |                 |
| 4    | Enrique Sánchez | Messico       | 22"8            |                 |

| Pos. | Concorrente    | Nazione       | Tempo |
| ---- | -------------- | ------------- | ----- |
| 1    | Harold Wright  | Canada        | 22"8  |
| 2    | Ralph Metcalfe | Stati Uniti   | 22"9  |
| 3    | Stuart Black   | Nuova Zelanda | 23"1  |
| 4    | Liu Changchun  | Cina          | 23"4  |

| Pos. | Concorrente    | Nazione  | Tempo |
| ---- | -------------- | -------- | ----- |
| 1    | Itaro Nakajima | Giappone | 22"2  |
| 2    | Fritz Hendrix  | Germania | 22"9  |

| Pos. | Concorrente    | Nazione     | Tempo |
| ---- | -------------- | ----------- | ----- |
| 1    | Roberto Genta  | Argentina   | 25"3  |
| 2    | Chris Berger   | Paesi Bassi | 26"1  |
| 3    | George Simpson | Stati Uniti | 29"0  |

| Pos. | Concorrente      | Nazione        | Tempo Ufficiale | Tempo Elettrico |
| ---- | ---------------- | -------------- | --------------- | --------------- |
| 1    | Arthur Jonath    | Germania       | 21"9            | 21"83           |
| 2    | Allan Elliot     | Nuova Zelanda  | 22"2            |                 |
| 3    | Carlos Bianchi   | Argentina      | 22"3            |                 |
| 4    | Andrej Engel     | Cecoslovacchia | 22"3            |                 |
| 5    | Everardo Múzquiz | Messico        | 23"0            |                 |

| Pos. | Concorrente     | Nazione          | Tempo |
| ---- | --------------- | ---------------- | ----- |
| 1    | Bert Pearson    | Canada           | 22"3  |
| 2    | Danie Joubert   | Sudafrica        | 22"3  |
| 3    | Teiichi Nishi   | Giappone         | 22"4  |
| 4    | Ronald Vernieux | India Britannica | 22"8  |

### Quarti di finale
| Pos. | Concorrente      | Nazione     | Tempo Ufficiale | Tempo Elettrico |
| ---- | ---------------- | ----------- | --------------- | --------------- |
| 1    | Ralph Metcalfe   | Stati Uniti | 21"5            | 21"59           |
| 2    | Willie Walters   | Sudafrica   | 21"5            |                 |
| 3    | Erich Borchmeyer | Germania    | 21"6            |                 |
| 4    | Itaro Nakajima   | Giappone    | 21"9            |                 |
| 5    | Chris Berger     | Paesi Bassi | 22"0            |                 |

| Pos. | Concorrente    | Nazione       | Tempo Ufficiale | Tempo Elettrico |
| ---- | -------------- | ------------- | --------------- | --------------- |
| 1    | Eddie Tolan    | Stati Uniti   | 21"5            | 21"56           |
| 2    | Bert Pearson   | Canada        | 21"7            |                 |
| 3    | Roberto Genta  | Argentina     | 21"8            |                 |
| 4    | Fritz Hendrix  | Germania      | 21"9            |                 |
| 5    | Stanley Fuller | Gran Bretagna | 22"0            |                 |

| Pos. | Concorrente        | Nazione       | Tempo Ufficiale | Tempo Elettrico |
| ---- | ------------------ | ------------- | --------------- | --------------- |
| 1    | Carlos Bianchi     | Argentina     | 21"4            | 21"46           |
| 2    | George Simpson     | Stati Uniti   | 21"5            |                 |
| 3    | Danie Joubert      | Sudafrica     | 21"7            |                 |
| 4    | Takayoshi Yoshioka | Giappone      | 21"8            |                 |
| 5    | Stuart Black       | Nuova Zelanda | 22"0            |                 |

| Pos. | Concorrente       | Nazione       | Tempo Ufficiale | Tempo Elettrico |
| ---- | ----------------- | ------------- | --------------- | --------------- |
| 1    | Arthur Jonath     | Germania      | 21"4            | 21"48           |
| 2    | Harold Wright     | Canada        | 21"7            |                 |
| 3    | Allan Elliot      | Nuova Zelanda | 21"8            |                 |
| 4    | Stanley Engelhart | Gran Bretagna | 21"9            |                 |
| 5    | Teiichi Nishi     | Giappone      | 22"1            |                 |

### Semifinali
| Pos. | Concorrente      | Nazione     | Tempo Ufficiale | Tempo Elettrico |
| ---- | ---------------- | ----------- | --------------- | --------------- |
| 1    | Ralph Metcalfe   | Stati Uniti | 21"5            | 21"52           |
| 2    | George Simpson   | Stati Uniti | 21"5            | 21"54           |
| 3    | Carlos Bianchi   | Argentina   | 21"6            |                 |
| 4    | Danie Joubert    | Sudafrica   | 21"7            |                 |
| 5    | Erich Borchmeyer | Germania    | 21"8            |                 |
| 6    | Bert Pearson     | Canada      | 21"9            |                 |

| Pos. | Concorrente    | Nazione       | Tempo Ufficiale | Tempo Elettrico |
| ---- | -------------- | ------------- | --------------- | --------------- |
| 1    | Arthur Jonath  | Germania      | 21"5            | 21"51           |
| 2    | Willie Walters | Sudafrica     | 21"7            |                 |
| 3    | Eddie Tolan    | Stati Uniti   | 21"7            |                 |
| 4    | Harold Wright  | Canada        | 21"8            |                 |
| 5    | Allan Elliot   | Nuova Zelanda | 21"9            |                 |
| 6    | Roberto Genta  | Argentina     | 22"0            |                 |

### Finale
| Pos.    | Corsia | Concorrente    | Età | Nazione     | Tempo Ufficiale | Tempo Elettrico |
| ------- | ------ | -------------- | --- | ----------- | --------------- | --------------- |
| Oro     | 1      | Eddie Tolan    | 23  | Stati Uniti | 21"2            | 21"12           |
| Argento | 3      | George Simpson | 23  | Stati Uniti | 21"4            |                 |
| Bronzo  | 2      | Ralph Metcalfe | 22  | Stati Uniti | 21"5            |                 |
| 4       | 6      | Arthur Jonath  | 22  | Germania    | 21"5            |                 |
| 5       | 4      | Carlos Bianchi | 21  | Argentina   | 21"6            |                 |
| 6       | 5      | Willie Walters | 24  | Sudafrica   | 21"9            |                 |